# Saul Raisin
Pour les articles homonymes, voir Raisin (homonymie).
Saul Raisin, né le 6 janvier 1983 à Dalton (État de Géorgie), est un coureur cycliste américain.

## Biographie
Saul Raisin devient professionnel en 2005 avec le Crédit agricole. Il partage un appartement en France avec un autre coureur américain Tyler Farrar, alors membre de Cofidis. Bon grimpeur, il remporte le classement de la montagne du Tour de l'Avenir et termine notamment neuvième du Tour d'Allemagne. 
En 2006, il est victime d'une lourde chute à 2 kilomètres de l'arrivée d'une étape du Circuit de la Sarthe. Atteint d'un grave traumatisme crânien, il a été plongé dans le coma. Malgré de gros efforts pour tenter de retrouver son niveau, Saul Raisin est contraint d'arrêter le cyclisme en novembre 2007 à la suite d'un avis défavorable des médecins à ce qu'il continue la compétition.

## Palmarès

### Par année
- 2003
  - 3e de la Ronde de l'Isard
- 2004
  - 2e de la Ronde de l'Isard
- 2005
  - 9e du Tour d'Allemagne
- 2006
  - 3e étape du Tour de Langkawi

### Classements mondiaux
| Année              | 2005 |
| ------------------ | ---- |
| Classement ProTour | 140e |